# Lasset dos Santos
Jorge Lasset dos Santos Costa (sinh ngày 27 tháng 8 năm 1986 ở São Tomé), hay Lasset Costa, là một cầu thủ bóng đá người São Tomé và Príncipe thi đấu cho Sporting Praia Cruz ở São Tomé và Príncipe Championship ở vị trí hậu vệ. Anh được triệu tập vào Đội tuyển bóng đá quốc gia São Tomé và Príncipe tại Cúp bóng đá châu Phi 2013.